# بيتر ريفا
بيتر ريفا (بالإنجليزية: Peter Riva)‏ هو وكيل أدبي أمريكي، ولد في 11 مايو 1950 في مانهاتن في الولايات المتحدة.

## وصلات خارجية
- بيتر ريفا على موقع IMDb (الإنجليزية)